# Jimmy O’Bryant
Jimmy O’Bryant (* 15. Mai 1896 in Arkansas oder Louisville (Kentucky); † 24. Juni 1928 in Chicago) war ein US-amerikanischer Klarinettist, Altsaxophonist und Bandleader des Chicago-Jazz.
O’Bryant, der häufig mit Johnny Dodds verglichen wurde, spielte 1920/21 bei den Tennessee Ten, danach 1923 in einer Formation mit Jelly Roll Morton und W.C. Handy, 1924 bei King Oliver. Von 1923 bis 1926 nahm er mit Lovie Austins Blues Serenaders auf, oft zusammen mit Tommy Ladnier als Trompeter, 1924 mit Ida Cox. Er hatte auch eigene Aufnahmesessions für Paramount Records mit seiner Washboard Band  („Alabamy Bound“), in denen auch der Pianist Jimmy Blythe spielte. Er starb 1928 auf dem Höhepunkt seiner Karriere.

## Diskographische Hinweise
- Jimmy O'Bryant's Washboard Band – Vol. 1 (1924–1925) (RST, ed. 2000)
- Jimmy O'Bryant, Vol. 2 & Vance Dixon (1923-1931): Hot Clarinet (RST, ed. 2000)
- Mystery Man of Jazz (1924-1926) (Frog, ed. 2002)